# André Lange
André Lange   (Ilmenau, 28 de juny de 1973) és un corredor de bobsleigh alemany, ja retirat, que va destacar a la dècada del 2000.

## Biografia
Va néixer el 28 de juny de 1973 a la ciutat d'Ilmenau, població situada a l'estat de Turíngia, que en aquells moments formava part de la República Democràtica Alemanya (RDA) i que avui en dia forma part d'Alemanya.

## Carrera esportiva
Va participar en els Jocs Olímpics d'Hivern de 2002 realitzats a Salt Lake City (Estats Units) aconseguí guanyar la medalla d'or en la prova de Bobs a 4. En els Jocs Olímpics d'Hivern de 2006 realitzats a Torí (Itàlia) aconseguí la medalla d'or en les proves de Bobs a i Bobs a 4, i en els Jocs Olímpics d'Hivern de 2010 realitzats a Vancouver guanyà la medalla d'or en la prova de Bobs a 2 i la medalla de plata en la prova de Bobs a 4.
Al llarg de la seva carrera ha guanyat 14 medalles en el Campionat del Món de bobsleigh, incloent la medalla d'or en vuit ocasions (Bobs a 2: 2003, 2007 i 2008; Bobs a 4: 2000, 2003, 2004, 2005 i 2008).